# نهضة أمة (أنشودة)
نهضة أمة هي أنشودة فلسطينية مستوحاة من المسلسل التركي قيامة أرطغرل. أداء فريق أمجاد للفن والتراث. والكلمات لحامد درويش.
فبعد النجاح الكبير الذي لاقاه المسلسل التاريخي قيامة أرطغرل بعد ترجمته للعربية، قام الفلسطيني ناصر الغزاوي بتحويل موسيقى شارة المسلسل إلى أنشودة عربية حماسية. وقد لاقت الأنشودة رواجا على موقع يوتيوب حيث حققت نحو 25 ألف مشاهدة (خلال 17 يوما)، ووصل عدد مرات المشاهدة لعدة ملايين مشاهدة حتى فبراير 2018.

## كلمات الأنشودة
كلمات الأنشودة باللهجة الفلسطينية.

## المشاركون
الأنشودة يؤديها كورال فريق أمجاد للفن والتراث.
- أحمد هويدي
- ناصر الغزاوي
- حامد درويش
- يامن يوسف
- خالد عوض
- عثمان عباس
- الحاج موسى
- أحمد الخطيب
- منير الغزاوي
- أحمد صفدية
- على حبلي

## وصلات خارجية
- الأنشودة على موقع يوتيوب.
- فريق أمجاد للفن والتراث.